# Enterocelia
La enterocelia es un proceso del desarrollo embrionario de ciertos animales por el cual las 
células del arquénteron (tubo digestivo embrionario) se multiplican hacia el blastocele originando el mesodermo, a partir del cual se formará el celoma.
En la pared del arquénteron se forman una o varias bolsas. Cada una de ellas se desprende como un compartimento celómico, y sus paredes constituyen el mesodermo. En ciertos casos, el mesodermo surge de las paredes del arquénteron como hojas o láminas macizas que posteriormente se ahuecan para formar el celoma.
Esta modalidad de formación del mesodermo la presentan los animales deuteróstomos, como los equinodermos y los cordados (incluyendo los vertebrados).